# Klara församlingshus

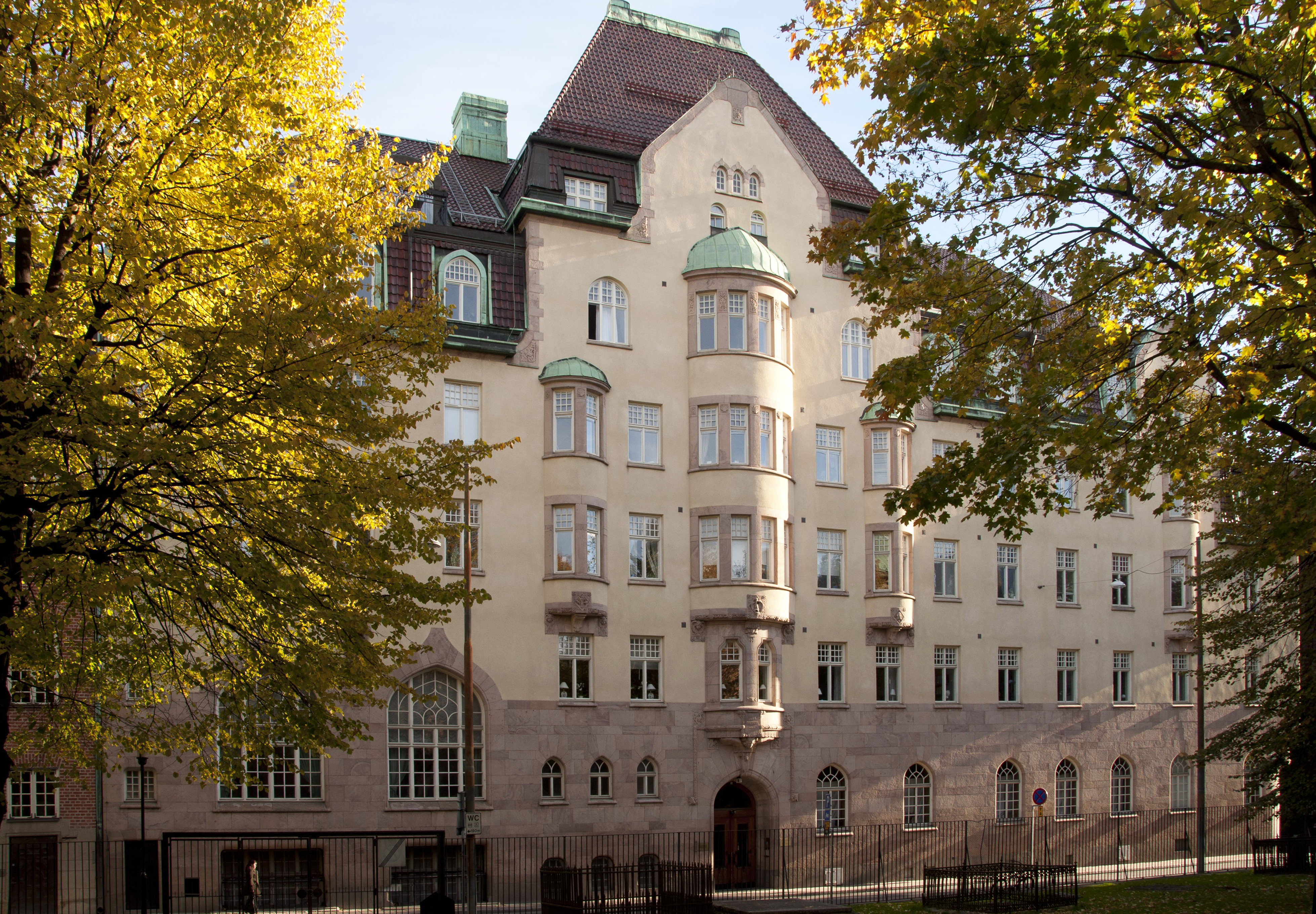
Klara församlingshus 2010.

Klara församlingshus är en byggnad i kvarteret Hägern större vid Klara östra kyrkogata 8 på Norrmalm i Stockholm. Fastigheten är blåmärkt av Stadsmuseet i Stockholm vilket innebär att den utgör "synnerligen höga kulturhistoriska värden".

## Beskrivning
Församlingshuset uppfördes 1907–1909 intill Svenska Läkaresällskapets hus för Klara församling enligt Georg Ringströms ritningar. Byggmästare var Lars Bäckvall. På tomten låg tidigare det Lidemanska palatsets flyglar. Byggnaden inrymde bland annat en kyrkosal, pastorsexpedition och kyrkoherdens arbetsplats och bostad, såväl som bostad för två komministrar, klockaren och kyrkovaktmästaren. I en nisch på fasaden återfinns helgonet Sankta Klara skulpterad i sandsten av Charles Friberg. Fastigheten ägs idag av en bostadsrättsförening.

## Bilder

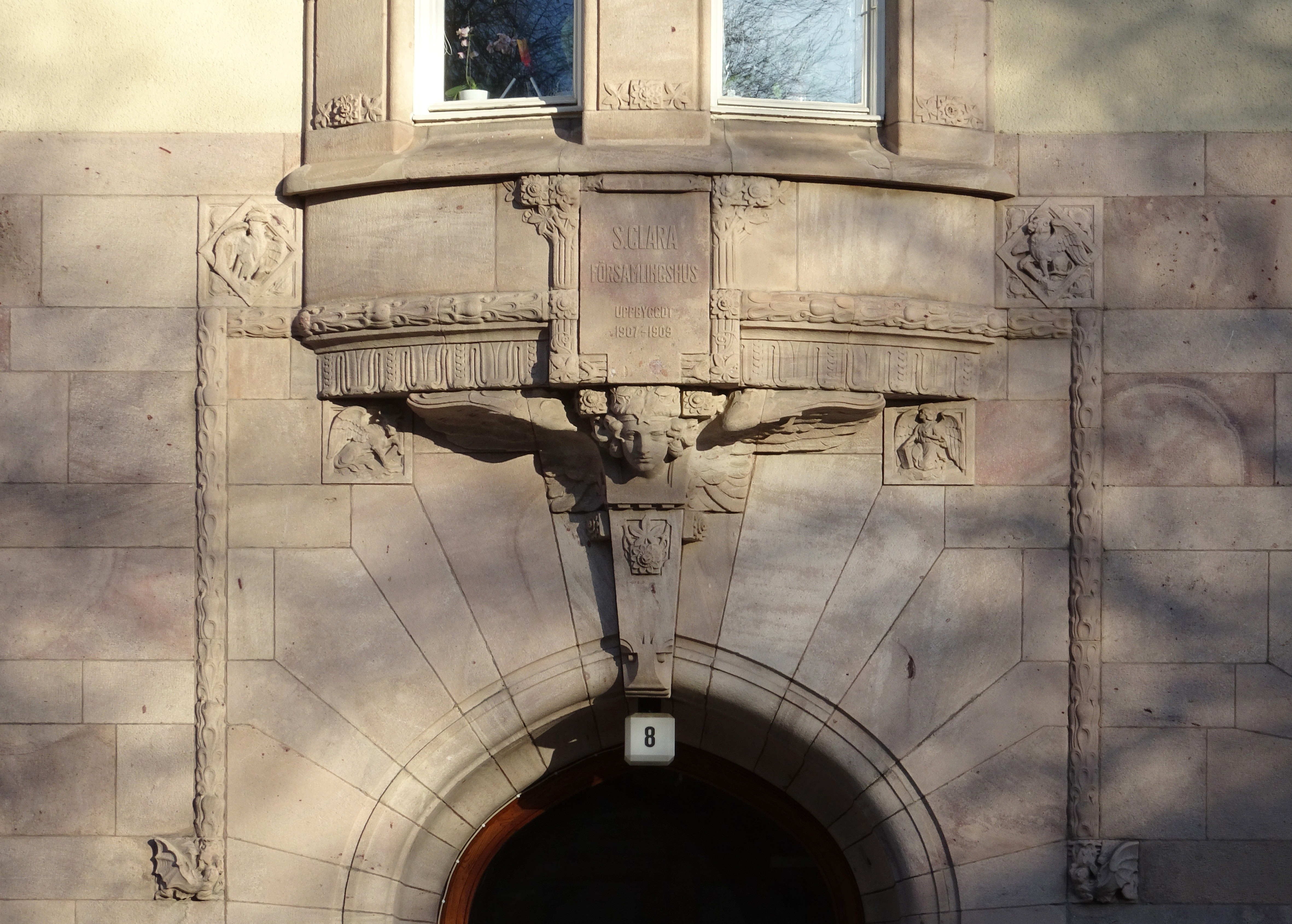
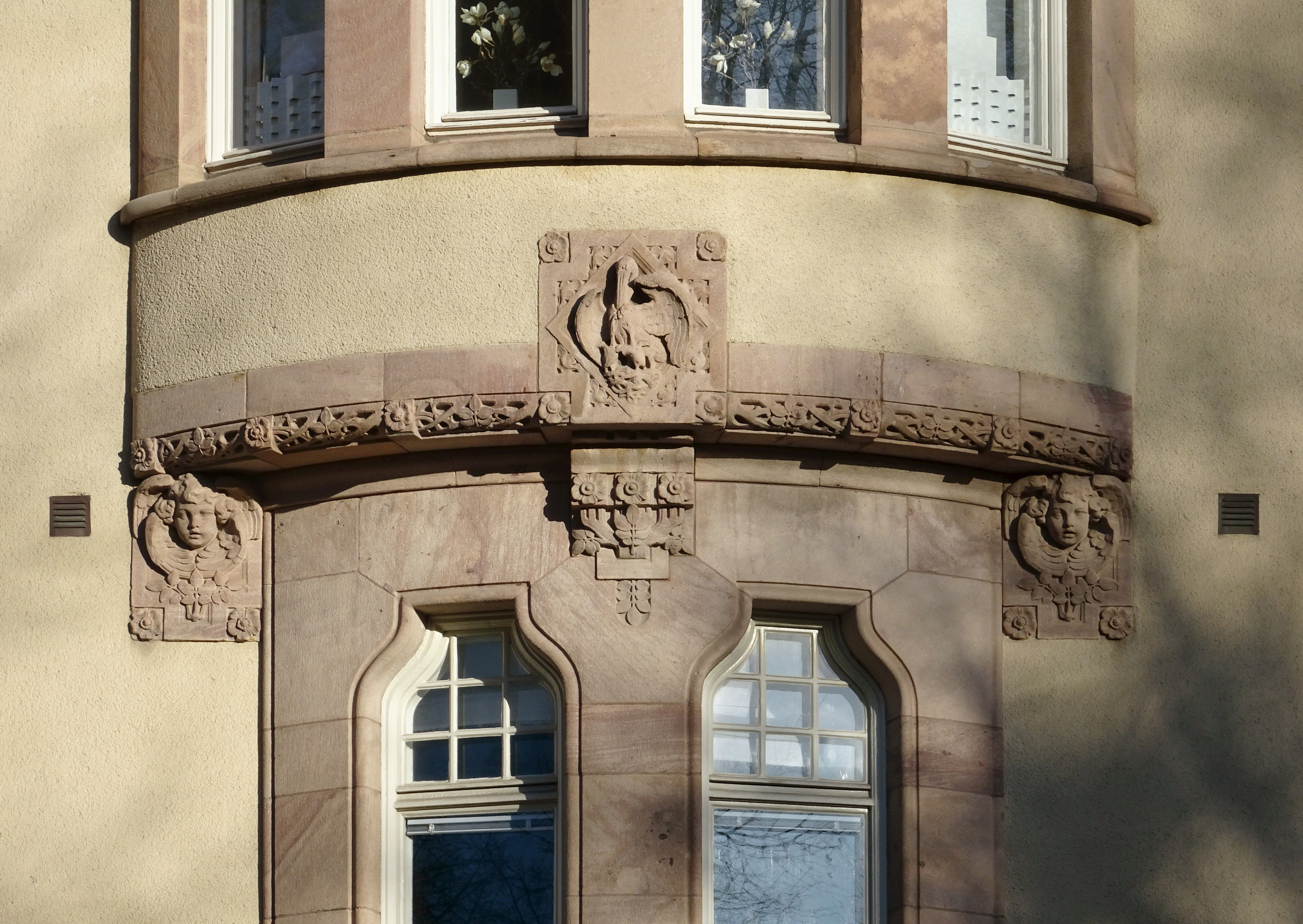
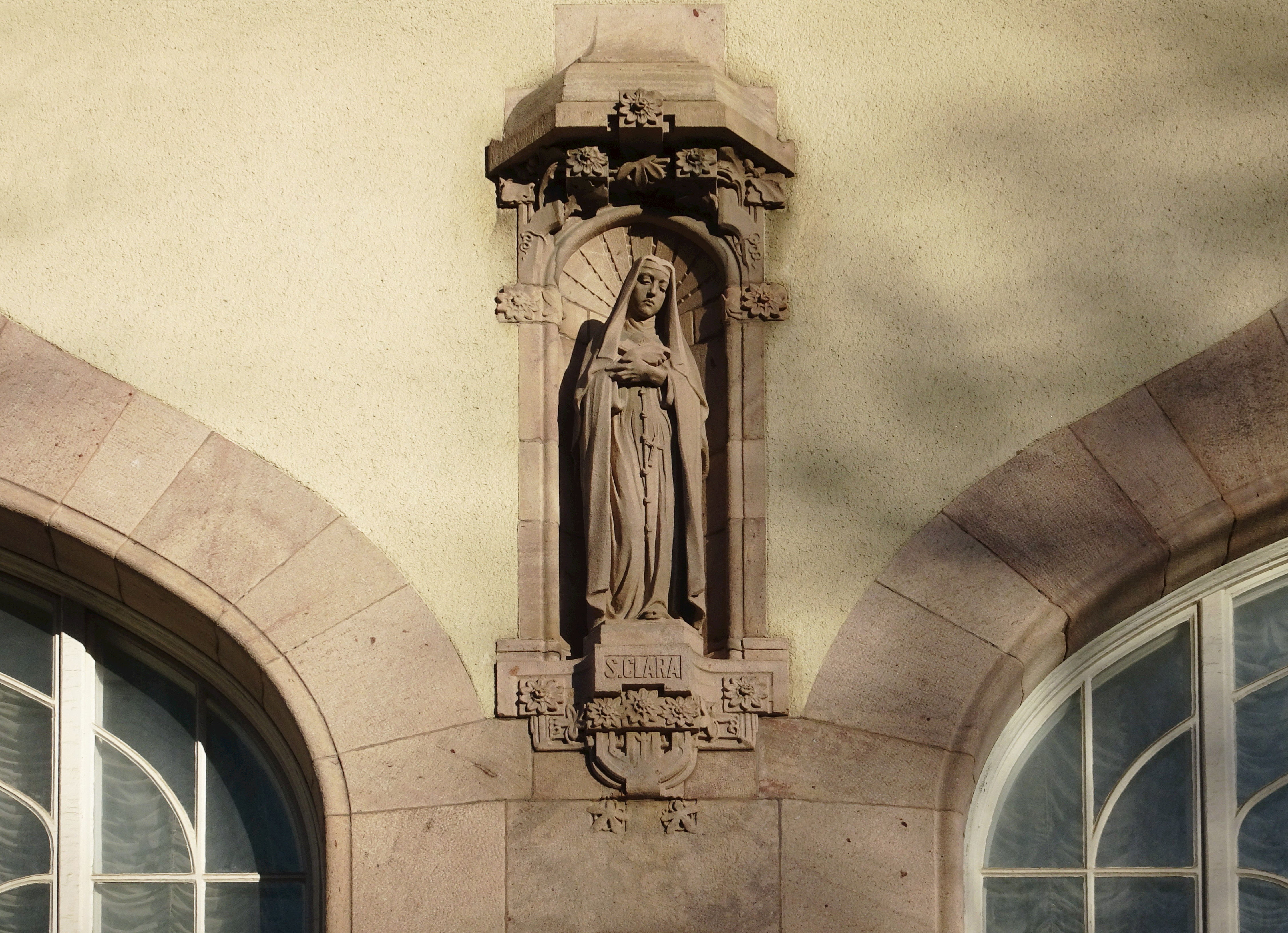
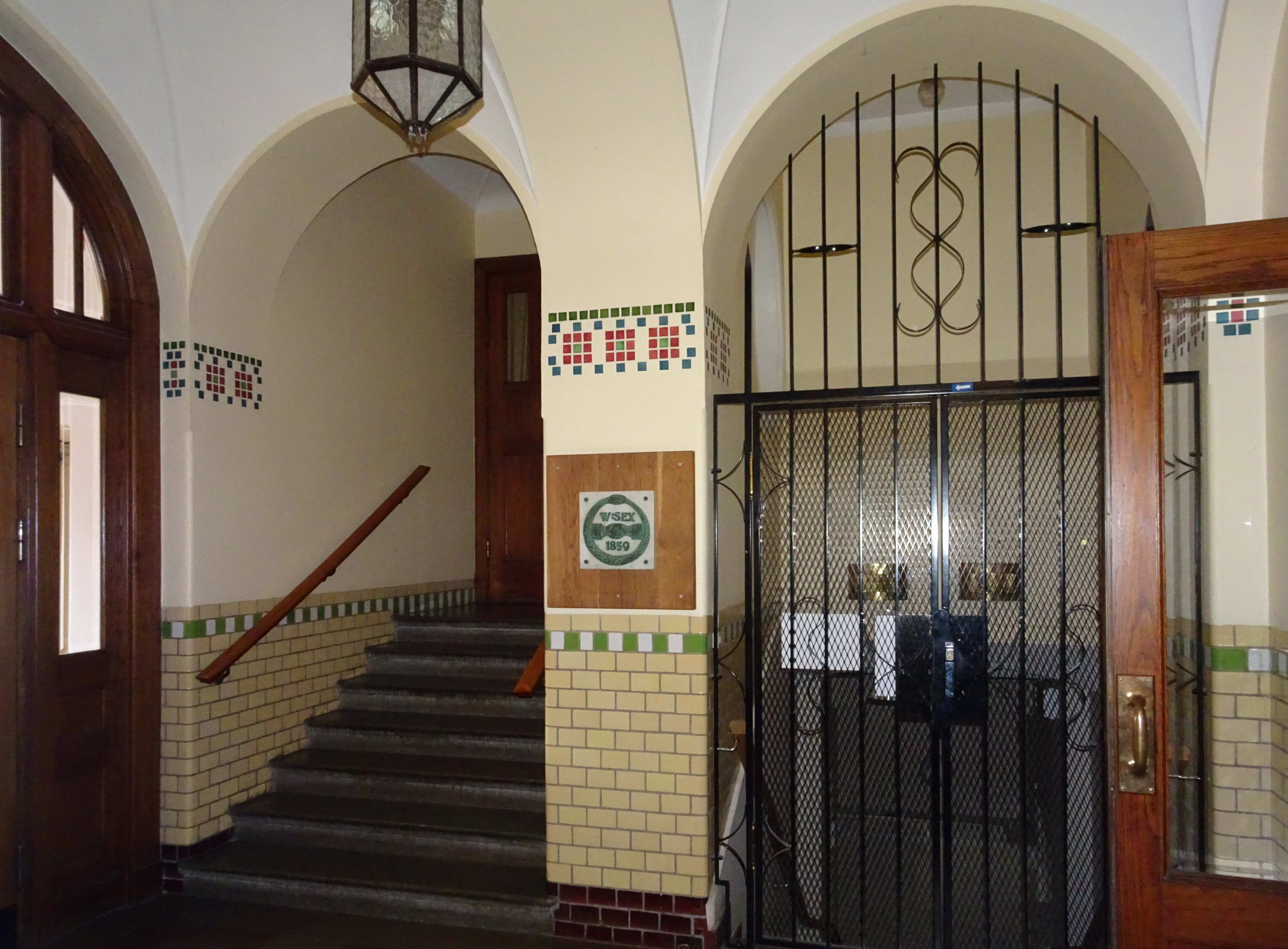